# Кольторти, Фабио
Фа́био Кольто́рти (итал. Fabio Coltorti; 3 декабря 1980, Кринс) — швейцарский футболист, вратарь. Выступал в сборной Швейцарии.

## Карьера

### Клубная
Выступал за молодёжную команду клуба «Кринс» с 1997 по 1999 год, после чего перешёл в основной состав клуба. За время, проведённое в «Кринс», он защищал ворота всего в двенадцати матчах. В 2001 году перебрался в клуб «Шаффхаузен». В этом клубе он также провёл два года, но провёл их более активно: шестьдесят один матч ворота клуба находились под его защитой.
В 2003 году Фабио покинул «Шаффхаузен» и перешёл в «Тун». За ставшие уже привычными два года, он провёл пятьдесят восемь матчей.
В 2005 году он заключил контракт с клубом «Грассхоппер». И здесь он играл в течение двух лет. Выходил на поле в семидесяти пяти матчах.
10 апреля 2007 года Кольторти перебрался в Испанию, заключив контракт с сантадерским «Расингом». Сумма трансфера составила 1 млн евро. Его дебют в Примере был омрачен поражением от «Севильи» со счетом 1:4.
После выступлений в Испании Фабио вернулся в Швейцарию, в «Лозанну». В апреле 2012 года в матче чемпионата против «Янг Бойз» Колторти сломал мизинец, но с забинтованным пальцем остался в воротах и доиграл матч до конца.
В 2012 году Кольторти перешёл в клуб немецкой региональной лиги «РБ Лейпциг», с которым за несколько лет поднялся в Бундеслигу. Он был основным вратарём клуба до 2016 года, когда из-за травмы был вынужден уступить место в основном составе Петеру Гулачи. После возвращения в строй довольствовался ролью второго вратаря, а с приходом в клуб своего соотечественника Ивона Мвого стал лишь третьим претендентом на место в воротах. Летом 2018 года Кольторти объявил о завершении игровой карьеры.

### В сборной
В составе сборной Швейцарии Фабио принимал участие в чемпионате мира 2006 года. Должен был он принимать участие и в чемпионате Европы 2008 года, но в последний момент из-за травмы был заменён на Элдина Якуповича.